# Xylopia caudata
Xylopia caudata är en kirimojaväxtart som beskrevs av Joseph Dalton Hooker och Thomas Thomson. Xylopia caudata ingår i släktet Xylopia och familjen kirimojaväxter. Utöver nominatformen finns också underarten X. c. reticulata.